# John Johansen (atleta)
John Johansen (26 febbraio 1883 – Trondheim, 15 ottobre 1947) è stato un velocista e giavellottista norvegese.
Ha partecipato ai Giochi di Londra 1908, gareggiando nei 100m e nel lancio del giavellotto.